# Ranger 4
Ranger 4 war eine Raumsonde der US-amerikanischen Raumfahrtagentur NASA. Sie war die vierte Sonde im Rahmen des Ranger-Programms zur Erforschung des Mondes und, wie ihr Vorgänger, im sogenannten Block-II-Design gebaut mit einer Masse von 331 Kilogramm. Ziel der Mission war es, Bilder von der Oberfläche des Mondes zu machen und zur Erde zu übermitteln. Dies sollte in den letzten zehn Minuten vor dem Aufschlag geschehen. Zusätzlich sollte kurz vor dem Aufprall eine Kapsel ausgestoßen werden, die seismische Untersuchungen des Mondes vornehmen sollte.

## Die Mission
Ranger 4 startete am 23. April 1962 von der Startrampe LC-12 auf der Cape Canaveral Air Force Station an Bord einer Atlas-Agena-B-Rakete.
Nach dem erfolgreichen Start nahm die Sonde Kurs auf den Mond. Jedoch reagierte die Sonde nicht auf Funksignale, da ein Timer zur Steuerung des Bordcomputers ausgefallen war, so dass bestimmte Manöver nicht gestartet oder ausgeführt werden konnten. Die Sonde geriet ins Trudeln und stabilisierte sich nicht. Nach einiger Zeit brach ihre Stromversorgung zusammen, da die Batterien verbraucht waren und sich die Solarpaneele nicht entfaltet hatten. Nur die Seismometerkapsel sendete weiterhin ein Signal mit der Stärke von 50 mW. Am 26. April 1962 zerschellte Ranger 4 auf der Rückseite des Monds.